# Пиратские клады

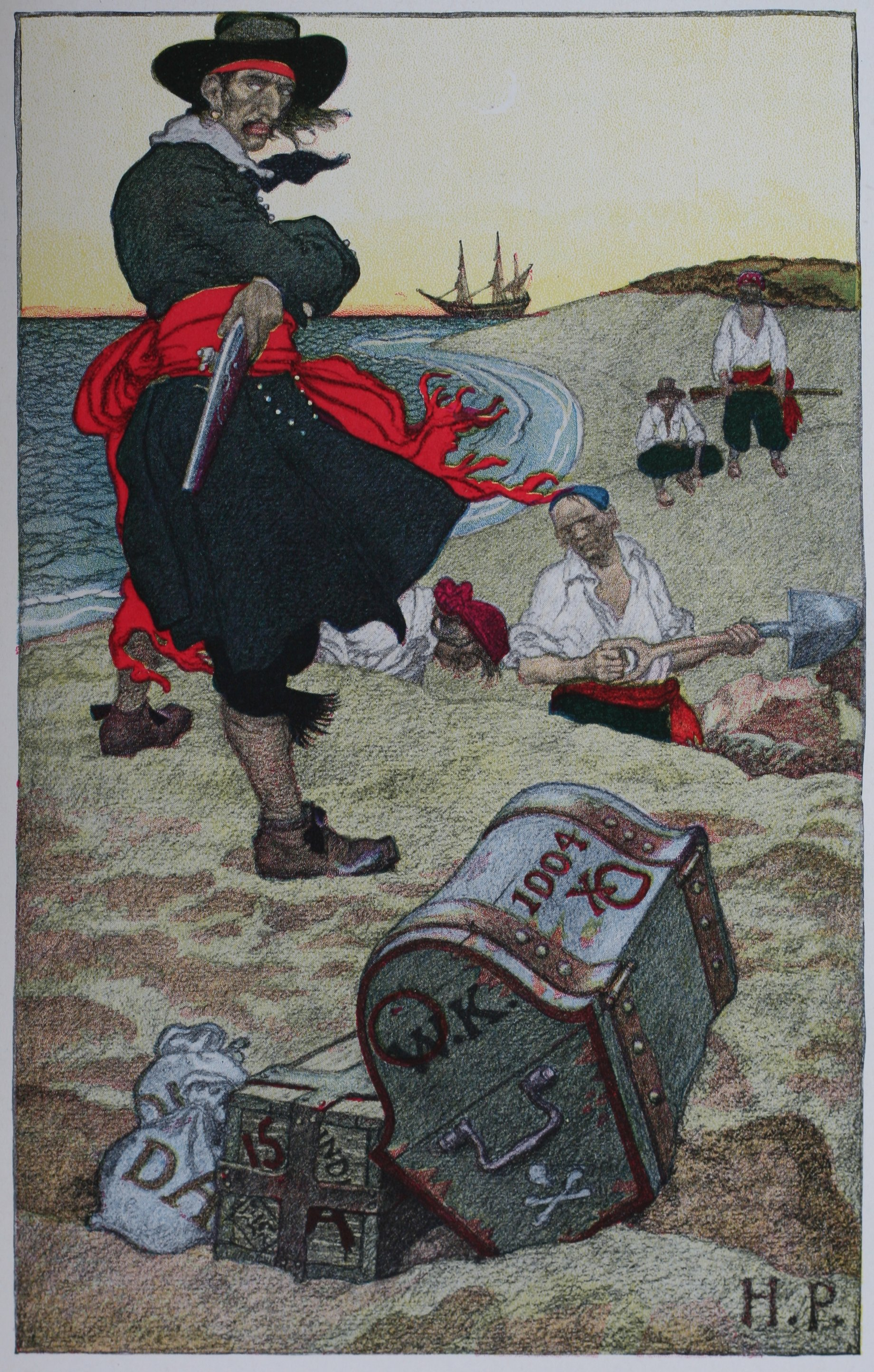
Иллюстрация, изображающая как пираты закапывают сокровища Уильяма Кидда, художник Говард Пайл

Пиратство в XVI—XVIII веках было прибыльным занятием, поэтому удачливым командирам, таким как Эдвард Тич и Генри Морган, удавалось накопить довольно большие сокровища. Существует великое множество легенд, посвящённых пиратским кладам.

## Клады Генри Моргана

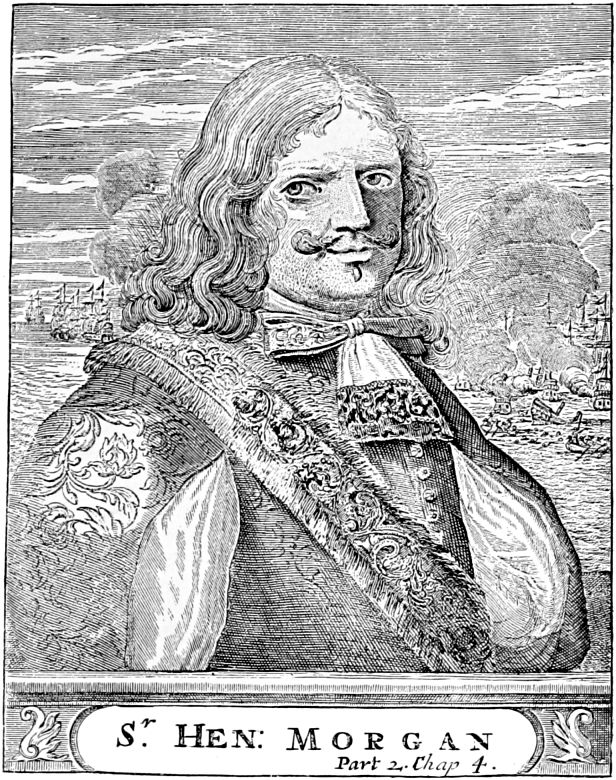
Генри Морган

Генри Морган был одним из самых успешных пиратов за всю историю морских грабежей — настоящей легендой в пиратском мире. Самая известная легенда — легенда о кладе, который тот якобы зарыл на Панамском перешейке. Легенды гласят, что после своего рейда на Панаму Морган провел делёжку «не по чести», утаив большую часть добытых сокровищ, а затем зарыл его «где-то на Панамском перешейке». Стоимость этого клада предположительно может составлять сотни миллионов долларов.
Вторая по значимости легенда о сокровищах Моргана — легенда о сокровищах, зарытых на берегу острова Кокос. Точная стоимость клада неизвестна, однако суммирование ценностей, упоминаемых в легендах, дает цифру свыше миллиарда долларов США. Легенда эта очень старая, она возникла ещё при жизни Моргана. Неоднократно предпринимались попытки найти эти сокровища (с середины XIX века на остров Кокос было отправлено свыше 300 поисковых экспедиций, однако ни одна из них не достигла успеха).
Ещё одним местом, где могут таиться сокровища великого корсара, являются Каймановы острова. В пользу этой версии говорит и то, что на одном из этих островов Генри Морган имел свой дом.
В 1669 году, после удачного рейда на Портобельо, Морган начал готовиться к новому походу. Сборным местом он назначил Коровий остров. На фрегате «Оксфорд» он устроил пир для офицеров. В разгар веселья произошёл взрыв. Лишь Моргану да ещё нескольким членам команды удалось спастись. Согласно легенде, на корабле хранилась войсковая казна Моргана. Её стоимость также очень велика.

## Клады Оливье Левассера

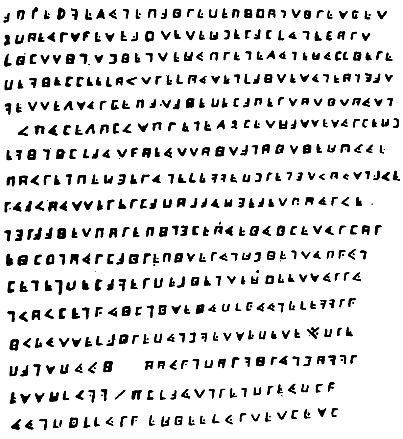
Криптограмма Оливье Левассёра

13 апреля 1721 года Джон Тейлор на корабле «Виктори» и Оливье Левассёр на «Кассандре», действовавшие в паре, встретили у берегов острова Реюньон сильно поврежденное штормом португальское судно «Вьерж дю Камп». Большинство пушек португальцы выбросили во время шторма, чтобы облегчить корабль. Пиратам без особого труда удалось захватить корабль. Добыча превзошла все ожидания: золотые и серебряные слитки, сундуки, ломившиеся от золота, кучи жемчугов, мешки алмазов, шелк, дорогие пряности… На каждого члена команды пришлось по 5 тысяч золотых и по 42 алмаза. Левассёр свою добычу где-то спрятал.
В 1730 году, после боя с французским судном «Медуза» Левассёр был взят в плен. Затем он был доставлен на Реюньон. Суд был коротким, и Левассёра повесили. Согласно легенде, перед смертью Оливье Левассёр бросил в толпу листок бумаги, исписанный различными знаками. «Можете забрать мои сокровища, если сможете это прочесть!» — крикнул он в толпу.
Есть две основные версии местонахождения: на острове Сент-Мари и на Сейшельских островах.
В 1941 году отставной британский офицер, по имени Реджинальд Херберт Круз-Уилкинс провел грандиозные раскопки на острове Маэ, одном из Сейшельских островов, в местечке Бель-Омбр. Однако, когда уже забрезжил свет надежды (была найдена пушка, мушкет и золотая монета времен английского короля Карла I) из-за недостатка денег раскопки были прекращены.
Кроме того, не исключается версия, что Левассер спрятал свои сокровища (находившиеся на борту корабля до схватки с «Медузой») на остров Реюньон.

## Клады «Черной Бороды»

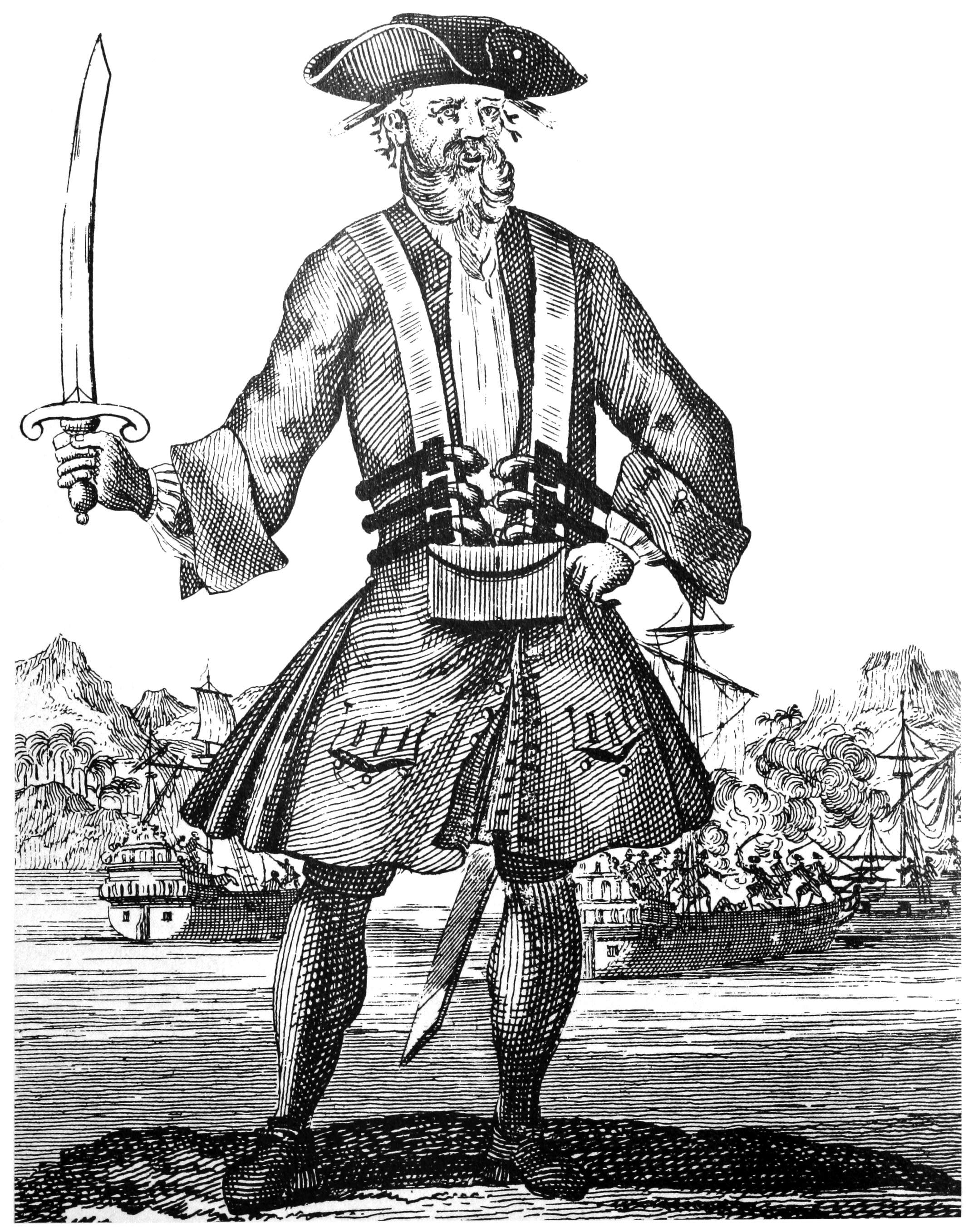
Эдвард Тич

Пирата, носившего это прозвище, звали Эдвард Тич. Он был самым известным пиратом XVIII века. Тич, в противовес большинству пиратов, создал собственную базу-крепость на одном из Виргинских островов — острове Горда. Согласно легенде, именно там он хранил награбленное в рейдах на «золотые галеоны». По примерным оценкам клад «Черной Бороды» может стоить сотни миллионов долларов. Легенда о пиратских сокровищах и сейчас привлекает множество кладоискателей на остров.
Кроме того, существует легенда, в которой говорится о сокровищах Тича на острове Оук в заливе Фанди, а также на острове Хувентуд (Пинос).

## Заключение
Есть ещё множество малоизвестных легенд о пиратских кладах, их число исчисляется десятками и сотнями. По оценке одного из американских банкиров пиратами спрятано ценностей на сумму в несколько миллиардов долларов. На данный момент найдено лишь 5-7 % этих сокровищ. Вот предположительное местонахождение лишь немногих из них:
1. На острове Оук, по легенде, спрятаны клады не только Тича, но и клады пирата Лафитта.
2. Возможно, что на острове Хувентуд в Карибском море спрятаны сокровища Ван Доорна, Дрейка и других знаменитых пиратов.
3. Считается, что на острове Мона пират Дженнигс зарыл свой клад. В пользу этой версии говорит то, что в 1939 году восточнее острова был найден корабль Дженнигса.
4. Считается, что сокровища английских корсаров Кидда и Эйвери спрятаны на острове Занзибар.
5. Не исключено, что сокровища находятся и на Мадагаскаре, на мысе Масуала. В XVIII веке поблизости от этого мыса находились базы многих пиратов, в том числе Ингленда и Левассёра. Не исключено, что там могут находиться их сокровища.
6. На острове Маврикий предположительно могут находиться клады пирата Сюркюффа.
7. Согласно легенде, на острове Реюньон в XVIII столетии спрятали свои сокровища пираты Ингленд и Тейлор.
8. Согласно легенде, английский пират Робертсон зарыл клад на острове Грайген. Стоимость его оценивается суммой от 2 до 20 миллионов долларов.
9. Существует легенда о том, что капитан Кидд спрятал свои сокровища на Оленьем острове.
10. Не исключено, что капитан Дюваль зарыл на Утесе Персе часть своих сокровищ.
11. Возможно, что Френсис Дрейк спрятал награбленное серебро на острове Ангела.